# Andreas Wøldike
Andreas Wøldike (født 29. august 1687 i Sommersted, død 13. oktober 1770 i Viborg) var biskop i Viborg. Han var søn af sognepræst Peder Wøldike samt ældre bror til sognepræst Peder Wøldike og professor Marcus Wøldike.
Wøldike studerede i Wittenberg i Tyskland 1705-08, og tysk var hans modersmål. I 1708 blev han cand.theol. fra Københavns universitet, og 1711 sognepræst ved St. Olai Kirke i Helsingør som 24-årig. I 1733 blev han sognepræst ved Holmens Kirke, og i 1735 biskop i Viborg. Gennem sin farmoder nedstammede Andreas Wøldike fra den tjekkiske hussitterfører Jan Žižka (ca. 1360-1424).
1709 blev han kapellan ved den tyske menighed i Helsingør og ved Kronborg Slotskirke. Samtidig tjente han som feltpræst for de syge og sårede tyske soldater, der overførtes fra Skåne til Helsingør. I 1711, da pesten havde bortrevet begge byens sognepræster, blev han sognepræst ved St. Olai Kirke, hvor han ufortrøden færdedes dag og nat med trøst for syge og døende.
1733 blev han præst ved Holmens Kirke i København. Andreas Wøldeike var uheldig som prædikant, da han ikke havde let ved at udtrykke sig på dansk. Kong Christian VI ønskede ham derfor fjernet og udnævnte ham i 1735 til biskop i Viborg, hvor han fungerede til sin død i 1770.
Hans datter Elisabeth Wøldike blev gift med den orientalske filolog Johan Christian Kall.